# الحركة الأدبية والفكرية في الكويت

غلاف الطبعة الأولى

كتاب الحركة الأدبية والفكرية في الكويت من تأليف الدكتور محمد حسن عبد الله وله عدة مؤلفات حول تاريخ الكويت، يتكون الكتاب من 782 صفحة ومن إصدار رابطة الأدباء الكويتيين، وقد طبعت الطبعة الثانية بمناسبة احتفالية مرور نصف قرن على تأسيس الرابطة، حيث أن الجزء الأول من الكتاب صدر في عام 1973م.

## محتوى الكتاب

### القسم الأول: الكويت وادبها

#### الفصل الأول: الكويت الموقع والموضع
- مقدمة عن الموقع والطبيعة
- الحكم
- التجربة الديمقراطية
- التركيب السكاني والطبقات

#### الفصل الثاني: ملامح التغيير في عصر النفط
- سلبيات النفط
- المقيمون في الكويت
- الحركة النسائية
- الثقافة والمثقفون

#### الفصل الثالث: الأدب الكويتي: القضية والمنهج
- حقيقة الادب الكويتي
- مشكلات الادب الكويتي
- كيف يمكن تقسيمه؟
- النفط فارق بين عصرين

### القسم الثاني: المؤسسات الثقافية

#### الفصل الأول: التربية والتعليم من المطوع إلى الجامعة
- من عصر المطوع والمباركية إلى عصر الجامعة
- الإيجابي والسلبي في الاستعانة بالمدرس الوافد
- البعثات
- ثم جاء عصر الدولة
- الغزارة والتنوع
- البنات
- الجامعة

#### الفصل الثاني: الصحافة الكويتية
- مقدمة عامة
- الطباعة
- علاقة قديمة
- مجلة الكويت
- مجلة البعثة
- مجلة كاظمة
- صحافة الخمسينيات
- مجلة الفكاهة
- مجلة الرائد
- مجلة الايمان
- مجلة الفجر
- مجلة الشعب
- صحف أخرى
- ملامح المرحلة
- صحافة ما بعد الاستقلال
- الصحافة والادب
- مجلة البيان

#### الفصل الثالث: الحركة المسرحية
- البواكير
- الارتجال والتجريب
- مذكرات النشمي
- اتجاهات المرحلة
- الاتجاه التعليمي
- الاتجاه الواقعي النقدي
- الاتجاه الرومانسي
- اتجاه التسلية والترفيه
- مهزلة في مهزلة
- حمد الرجيب
- البحث عن الذات ومحاولة تنظيم المسرح
- زكي طليمات وجهوده
- تقرير زكي طليمات
- مؤسسة المسرح والفنون
- مركز الدراسات المسرحية
- مرحلة الانقسام العظيم
- المسرح العربي
- المسرح الشعبي
- مسرح الخليج العربي
- المسرح الكويتي
- تعليق عام

#### الفصل الرابع: النوادي والجمعيات
- الجمعيات ما قبل الاستقلال
- الجمعية الخيرية
- النادي الادبي
- المكتبة الأهلية
- المخاض إلى ميلاد الدولة
- النادي القومي
- جماعة الإرشاد
- الجمعيات في عهد الاستقلال
- الجمعية الثقافية الاجتماعية النسائية
- جمعية النهضة العربية النسائية
- رابطة الاجتماعيين
- جمعية الإصلاح الاجتماعي
- رابطة الادباء الكويتيين

### القسم الثالث: الفنون الأدبية

#### الفصل الأول: فن المقالة وتطور الأساليب النثرية
- تطور الأساليب النثرية
- الكتابة الديوانية
- فن المقالة
- الجيل المؤسس
- جيل الوسط
- عبد العزيز حسين
- أحمد السقاف
- عبد الرزاق البصير
- عبد الله زكريا الأنصاري
- فاضل خلف
- الفريق الآخر
- غنيمة المرزوق
- عبد العزيز الصرعاوي
- الجيل الذي بدأ
- المقالة الصحفية

#### الفصل الثاني: الفن القصصي
- لماذا يتأخر ظهور الفن القصصي
- القصة القصيرة في الكويت
- ملامح عامة
- ملامح البداية
- النظرية والتطبيق
- فهد الدويري
- فرحان راشد الفرحان
- فاضل خلف
- تعليق عام
- النشأة الثانية
- سليمان الشطي
- محمد الفايز
- حسين يعقوب العلي
- سليمان الخليفي
- عبد العزيز السريع
- إسماعيل فهد إسماعيل
- تعليق عام
- الرواية
- مدرسة من المرقاب
- كانت السماء زرقاء
- المستنقعات الضوئية
- الحبل
- المرأة الكويتية والرواية

#### الفصل الثالث: الفن المسرحي
- مقدمة عن التأليف المسرحي
- المسرح الاجتماعي
- سعد الفرج بين الامس واليوم وغداً
- صقر الرشود والتمرد
- عبد العزيز السريع والنماذج الإنسانية
- المسرح الترفيهي
- الضويحي والحداد
- الفن المسرحي بين الواقع واحتمالات المستقبل

### القسم الرابع: ملامح من الحركة الفكرية

#### الفصل الأول: النقد الأدبي
- خصائص وملامح
- تطور المفهوم النقدي
- محاولات مبكرة
- نقد الشعر: رأس حمار
- الشعر يأبى الإسار
- المعارك الأدبية
- الفن والهادفية
- النقد الجديد
- النقد الصحفي

#### الفصل الثاني: الفكر الاجتماعي واتجاهاته العامة
- الجو الفكري العام
- عصر الرجال
- مجو الدولة
- الزمان والمكان
- الفكر العلمي وآفاق المستقبل

## وصلات خارجية
- مقال في صحيفة الوطن الكويتية بعنوان صدور الطبعة الثانية من كتاب «الحركة الأدبية والفكرية في الكويت»
- مقال في صحيفة السياسة الكويتية بعنوان الحركة الأدبية والفكرية في الكويت
- مقال في صحيفة الراي بعنوان رابطة الأدباء تعيد طباعة كتاب الحركة الأدبية في الكويت